# Державна премія УРСР імені Тараса Шевченка — лауреати 1987 року
Державні премії УРСР імені Тараса Шевченка в галузі літератури, журналістики, мистецтва і архітектури 1987 року були присуджені спільною Постановою Центрального Комітету Компартії України і Ради Міністрів Української РСР № 49 від 19 лютого 1987 р. за поданням Комітету по Державних преміях Української РСР імені Т. Г. Шевченка.

## Список лауреатів
| Галузь                                                     | Лауреат | Обґрунтування                                                                                                |
| ---------------------------------------------------------- | --- | --- |
| Література                                                 | Костенко Ліна Василівна | за історичний роман у віршах «Маруся Чурай», збірку поезій «Неповторність».                                  |
| Образотворче мистецтво                                     | Захаров Федір Захарович | за серію пейзажів і натюрмортів «Рідна моя Україна».                                                         |
| Музика                                                     | Скорик Мирослав Михайлович | за концерт для віолончелі з оркестром.                                                                       |
| Концертно-виконавська діяльність                           | Басистюк Ольга Іванівна | за концертні програми останніх років                                                                         |
| Кінематографія                                             | Дяченко Сергій Сергійович — автор сценарію Борсюк Анатолій Давидович — режисер Фролов Олександр Іванович — оператор                                                                         | за повнометражний науково-популярний фільм «Зірка Вавілова» Київської кіностудії науково-популярних фільмів. |
| Архітектура                                                | Архітектори: Кондратський Леонід Степанович Собчук Микола Якович Фурсенко Сергій Михайлович Інженер-конструктор Стеценко Олександра Петрівна Науковий консультант Дубовий Олексій Мусійович | за обласний краєзнавчий музей у місті Черкаси.                                                               |
| За кращий твір літератури і мистецтва для дітей та юнацтва | Дмитренко Олексій Максимович | за художньо-документальну повість «Аист».                                                                    |